# Figularia capitifera
Figularia capitifera is een mosdiertjessoort uit de familie van de Cribrilinidae. De wetenschappelijke naam van de soort is, als Emballotheca capitifera, voor het eerst geldig gepubliceerd in 1929 door Ferdinand Canu en Ray Smith Bassler.